# علی قوی‌تن
علی قوی‌تن (زاده ۱ مرداد ۱۳۴۳ - درگز) کارگردان، نویسنده، تهیه‌کننده، تدوین‌گر و طراح لباس و صحنه اهل ایران است.

## کارنامه
وی با اجرای تعدادی نمایشنامه و ساخت فیلم‌های کوتاه و مستند پا به عرصه فیلمسازی گذاشت و در سال ۱۳۷۰ با ساخت فیلم سینمایی «عشق من شهر من» وارد سینمای حرفه‌ای شد.
قوی‌تن پس از ساخت ۷ فیلم سینمایی تجاری در ژانرهای مختلف، از سال ۱۳۸۸ سبک نوینی را در پیش گرفت و به سینمای فرهنگی با محوریت کودک و نوجوان روی آورد، و توانست با فیلم‌های «پرواز بادبادکها» و «آفتاب مهتاب زمین» دو سال متوالی در بخش بین‌الملل و سودای سیمرغ سی امین و سی و یکمین جشنواره فیلم فجر حضور داشته و سیمرغ بلورین بهترین فیلمنامه بخش بین‌الملل و سیمرغ بلورین بهترین فیلم فجر را از آن خود نماید. او از سال ۲۰۱۲ تاکنون با فیلم‌هایش در فستیوال‌های بین‌المللی چون جیفونی ایتالیا، گدنیا لهستان، سینه کید هلند، کیکیفه آلمان، قاهره مصر، الیمپیا یونان، بمبئی هند، گوا هند، چنای هند، کرالای هند، داکا بنگلادش، مالتی آرت انگلستان، زلین چک، و غیره حضور پیدا کرد و توانست جایزه بهترین فیلم را از فستیوال داکا۲۰۱۸ و جایزه ویژه هیئت داوران فستیوال الیمپیا یونان و جایزه یونیسف در الیمپیا یونان ۲۰۱۷، را برای فیلم پل سفید از آن خود نماید.
وی از نظر چهره شباهت زیادی با شاعر معاصر سهراب سپهری وجود دارد و پیشنهادهای هم برای بازی در نقش این شاعر بزرگ به وی شده و از جمله در فیلم رؤیای سهراب نقش سهراب سپهری را ایفا کرده‌است.

## کارگردان
- زندگی و زندگی (۱۴۰۰)
- رؤیای سهراب (۱۳۹۷)
- پل سفید (۱۳۹۶)
- آسمان آبی مادرم (۱۳۹۴)
- بازگشت (۱۳۹۲)
- آفتاب، مهتاب، زمین (۱۳۹۱)
- پرواز بادبادکها (۱۳۹۰)
- سنجاقک‌های برکه سبز (۱۳۸۹)
- بادهای بهاری (۱۳۸۸)
- نسکافه داغ داغ (۱۳۸۴)
- سرود تولد (۱۳۸۳)
- آدمک‌ها (۱۳۸۰)
- تنها (۱۳۷۶)
- توطئه (۱۳۷۴)
- ضربه طوفان (۱۳۷۲)
- عشق من شهر من (۱۳۷۰)

## نویسنده
- زندگی و زندگی (۱۴۰۰)
- رؤیای سهراب (۱۳۹۷)
- پل سفید (۱۳۷۴)
- آفتاب، مهتاب، زمین (۱۳۹۱)
- سنجاقک‌های برکه سبز (۱۳۸۹)
- نسکافه داغ داغ (۱۳۸۵)
- سرود تولد (۱۳۸۳)
- آدمک‌ها (۱۳۸۰)
- تنها (۱۳۷۶)
- توطئه (۱۳۷۴)
- آسمان آبی مادرم (۱۳۷۴)
- بازگشت (۱۳۷۴)
- پرواز بادبادکها (۱۳۷۴)
- بادهای بهاری (۱۳۷۴)

## تهیه‌کننده
- زندگی و زندگی (۱۴۰۰)
- پل سفید (۱۳۷۴)
- آسمان آبی مادرم (۱۳۷۴)
- بازگشت (۱۳۷۴)
- آفتاب مهتاب زمین (۱۳۷۴)
- پرواز بادبادکها (۱۳۷۴)
- سنجاقک‌های برکه سبز (۱۳۸۹)
- بادهای بهاری (۱۳۷۴)
- دویدن در میان ابرها (۱۳۸۷)
- نسکافه داغ داغ (۱۳۸۵)
- آدمکها (۱۳۷۴)
- تنها (۱۳۷۶)

## تدوین
- نسکافه داغ داغ (۱۳۸۵)
- سرود تولد (۱۳۸۳)

## طراح صحنه و لباس
- سرود تولد (۱۳۸۳)
- تنها (۱۳۷۶)